# Езикът на трола
Езикът на трола (на норвежки: Trolltunga) е скално образувание в долината Скегедал, в близост до град Ода в Норвегия. Представлява хоризонтален скален блок, издаден на 700 метра над езерото Рингедалсватнет. По форма наподобява език, от където е получил името си. Изходен пункт е ВЕЦ Скегедал, до който се стига по асфалтов път от Ода през село Тиседал. От паркинга при ВЕЦ-а следва 5-часов преход по планинска пътека. В периода 1990-2000 година туристите са ползвали фуникулер, за да преодоляват най-стръмна част от пътеката от 430 до 860 метра надморска височина, но след 2010 година съоръжението е с изтекъл лиценз за ползване.